# Above the Golden State
Above the Golden State was een Amerikaanse christelijke rockband uit Portland (Oregon).

## Bezetting
- Michael Watson (leadzang, gitaar)
- Tim Aylward
- Brook Mosser

## Geschiedenis
Hun titelloze debuutalbum Above the Golden State werd op 22 juli 2008 uitgebracht via Sparrow Records. De eerste single van het album was Sound of Your Name, die als bonusnummer in WOW Hits 2009 was opgenomen. De ep The Golden Rule werd uitgebracht in 2010, met leadsingle I Am Loved. Op 3 april 2012 bracht de band de nieuwe ep Word's Don't Act uit, die de naam van hun eerste nummer weerspiegelt. De band zamelde vervolgens geld in voor de onafhankelijke publicatie en veranderde tegelijkertijd de naam van de band in Nations. Het titelloze album Nations werd uitgebracht op 27 augustus 2013.
Above the Golden State is beschreven als zijnde indierock en christian, maar Above the Golden State beschreef hun muziek als 'westkustrock, pop'. De band heeft gezegd dat ze fans zijn van alle muziekstijlen en beïnvloed zijn door Weezer, Five Iron Frenzy en Delirious?, evenals The Beatles en Duke Ellington.

## Discografie

### Singles
- 2008:	Sound of Your Name (Above the Golden State)
- 2009:	I'll Love You So (Above the Golden State)
- 2010:	I Am Loved (The Golden Rule)

### Ep's
- 2010: The Golden Rule
- 2012: Words Don't Act

### Studioalbums
- 2008:	Above the Golden State (Sparrow)